# Сухая Калина
Сухая Калина (укр. Суха Калина) — село,
Новогнедовский сельский совет,
Синельниковский район,
Днепропетровская область,
Украина.
Код КОАТУУ — 1224886407. Население по переписи 2001 года составляло 105 человек.

## Географическое положение
Село Сухая Калина находится на левом берегу реки Вороной,
выше по течению на расстоянии в 3,5 км расположено село Раково,
ниже по течению на расстоянии в 1,5 км расположено село Грушевато-Криничное.